# Afida
 (octobre 2015).
Afida est un prénom féminin, très rarement porté, et encore moins comme patronyme,.

## Étymologie
Le prénom Afida prend ses racines dans le monde arabe. Afida est probablement un dérivé du prénom arabe Hafida signifiant « qui protège et qui veille »

## Occurrence
En 2018, son attribution est estimée à 0,001% de la population mondiale.
En France, le prénom Afida est rare. Il apparaît pour la première fois en 1957 et connaît un pic relatif dans les années 1970,. Aujourd'hui[Quand ?], ce prénom reste rare, avec près de 105 personnes portant ce prénom en France.
Chez les anglo-saxons, c'est un prénom qui est tout aussi rare.

## Pseudonyme
- Afida Turner, pseudonyme d'une chanteuse et personnalité médiatique française, née Hafidda Messaï.